# Nathaniel Wallich
Pour les articles homonymes, voir Wallich.
Nathaniel Wallich, né le 28 janvier 1786 à Copenhague et mort le 28 avril 1854 à Londres, est un botaniste danois qui fit sa carrière en Inde, d'abord à Serampore, puis au service de la Compagnie anglaise des Indes orientales, à Calcutta.

## Carrière
Il étudie à l’université d'Aberdeen et à Copenhague où il obtient son titre de docteur en médecine. Il devient le chirurgien de la petite colonie danoise à Serampore en Inde en 1807. Il entre dans le service médical britannique en 1813. De 1815 à 1850, il dirige le jardin botanique de Howrah (Calcutta).
Wallich herborise au Népal, dans le Bengale et en Birmanie. Il devient membre de la Royal Society le 12 mars 1829 et est membre de la Linnean Society of London. La Compagnie anglaise des Indes orientales érige un monument en son honneur dans l’enceinte des jardins.
Il fut membre de l'Académie royale danoise des sciences et des lettres.

## Quelques publications
Wallich est notamment l’auteur de: 
- Descriptions of two new species of Sarcolobus and of some other Indian plants (Calcuta, 1815).
- Tentamen floræ Napalensis illustratæ, consisting of botanical descriptions... of select Nepal plants (Calcutta et Serampore, 1824 et 1826).
- Plantæ Asiaticæ Rariores; or, descriptions and figures of a select number of unpublished East Indian plants (Londres, trois volumes, 1830 à 1832).

Il participe à l’enrichissement et la réédition de la Flora India de William Roxburgh (1759-1815) aux côtés de William Carey (1761-1834). Son fils est le biologiste George Charles Wallich (1815-1899).